# Missões diplomáticas da Guiana

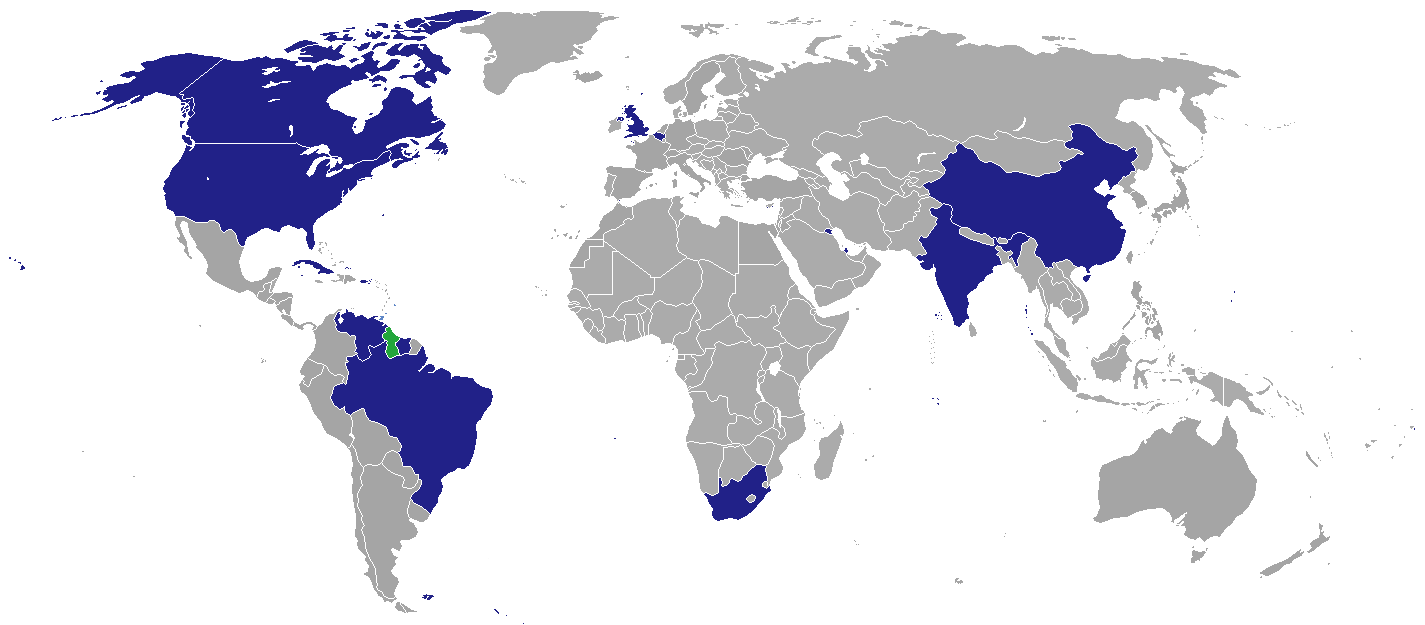
Mapa de países com embaixadas ou alta comissões da Guiana

Abaixo se encontra as embaixadas e alta comissões da Guiana:

## África

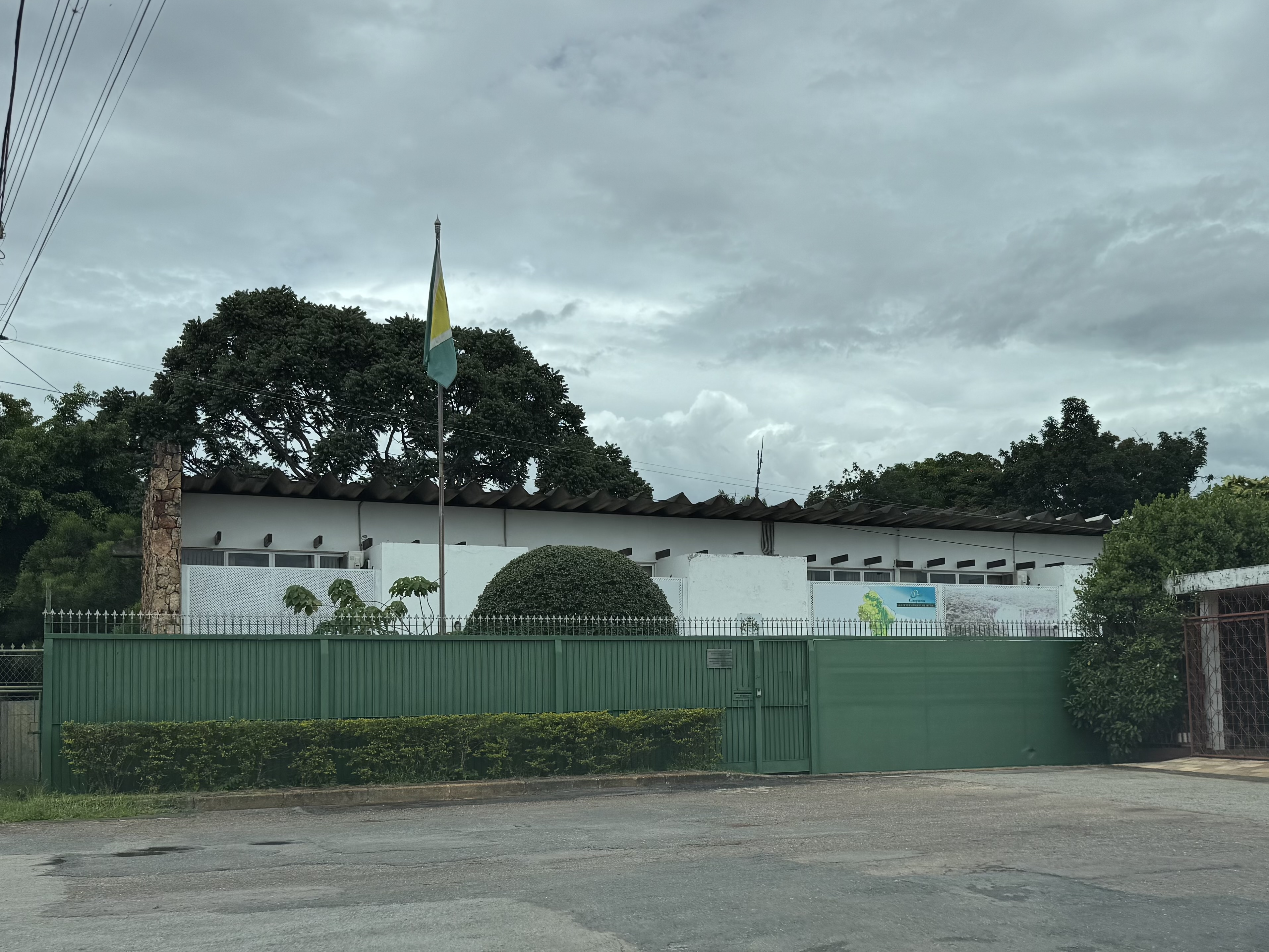
Embaixada em Brasília

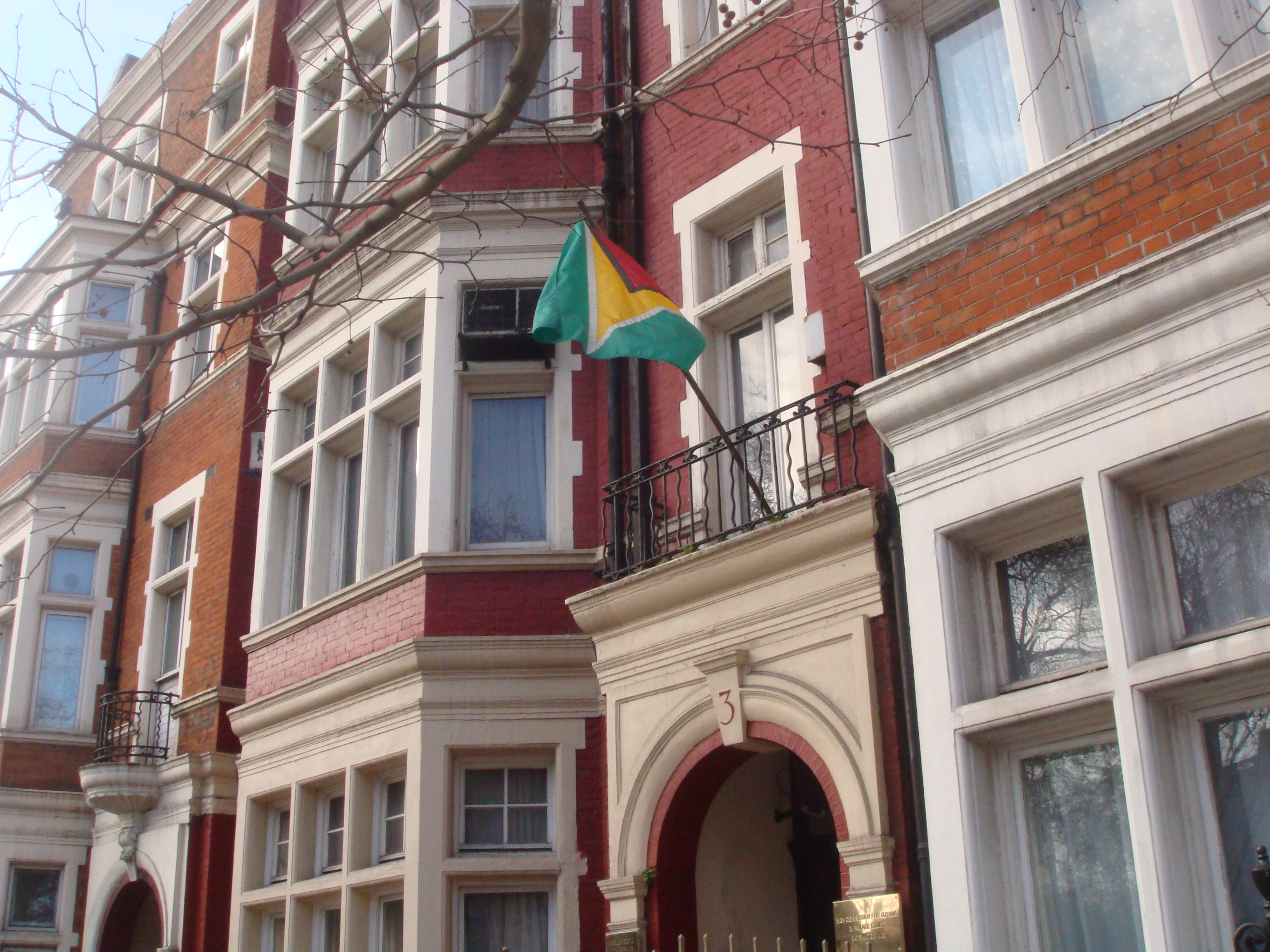
Alta Comissão em Londres

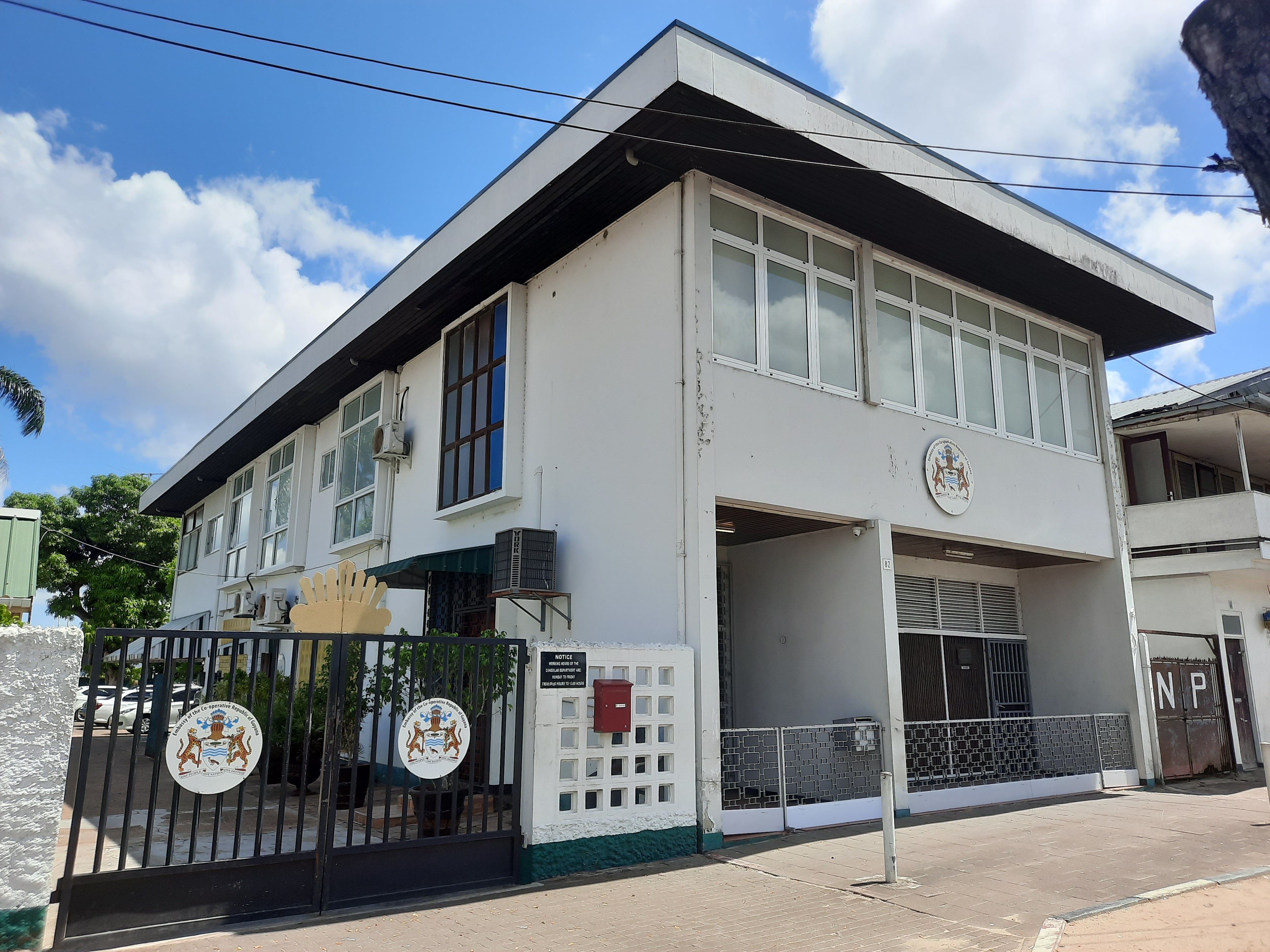
Embaixada em Paramaribo

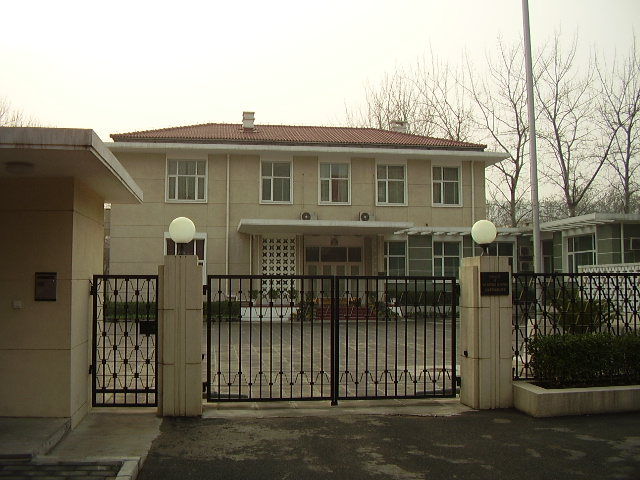
Embaixada em Pequim

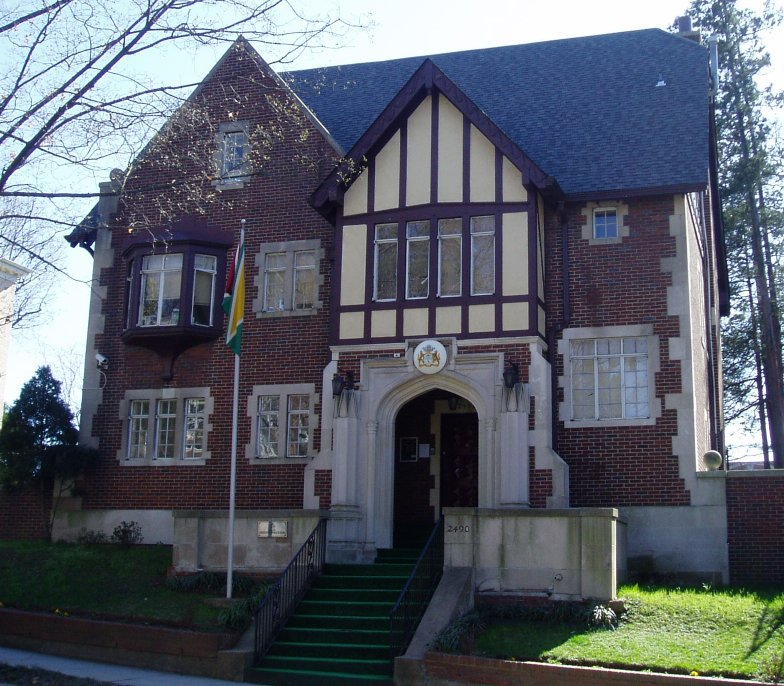
Embaixada em Washington, DC

- África do Sul
  - Pretória (Alta Comissão)

## América
- Barbados
  - Bridgetown (Alta Comissão)
- Brasil
  - Brasília (Embaixada)
  - Boa Vista (Consulado-Geral)
- Canadá
  - Ottawa (Alta Comissão)
  - Toronto (Consulado-Geral)
- Cuba
  - Havana (Embaixada)
- Estados Unidos
  - Washington, DC (Embaixada)
  - Nova Iorque (Consulado-Geral)
- Suriname
  - Paramaribo (Embaixada)
  - Nickerie (Consulado-Geral)
- Trinidad e Tobago
  - Port of Spain (Alta Comissão)
- Venezuela
  - Caracas (Embaixada)

## Ásia
- Catar
  - Doha (Embaixada)
- China
  - Pequim (Embaixada)
- Índia
  - Nova Délhi (Alta Comissão)
- Kuwait
  - Cidade do Kuwait (Embaixada)

## Europa
- Bélgica
  - Bruxelas (Embaixada)
- Reino Unido
  - Londres (Alta Comissão)

## Organizações multilaterais
- Bruxelas (Missão Permanente da Guiana junto a União Europeia)
- Genebra (Missão Permanente da Guiana junto as Nações Unidas)
- Nova Iorque (Missão Permanente da Guiana junto as Nações Unidas)
- Washington, DC (Missão Permanente da Guiana junto a Organização dos Estados Americanos)